# Regio's van Slowakije
Slowakije is ingedeeld in acht regio's, kraje genaamd. De namen van de regio's verwijzen naar de hoofdstad van de betreffende regio. De regio's zijn onderverdeeld in 79 districten (Slowaaks: okresy, enkelvoud: okres). De okresy zijn nogmaals onderverdeeld in obce (enkelvoud: obec), de gemeenten.

## Kraje
1. Bratislava
2. Trnava
3. Trenčín
4. Nitra
5. Žilina
6. Banská Bystrica
7. Prešov
8. Košice